# Revanchismo

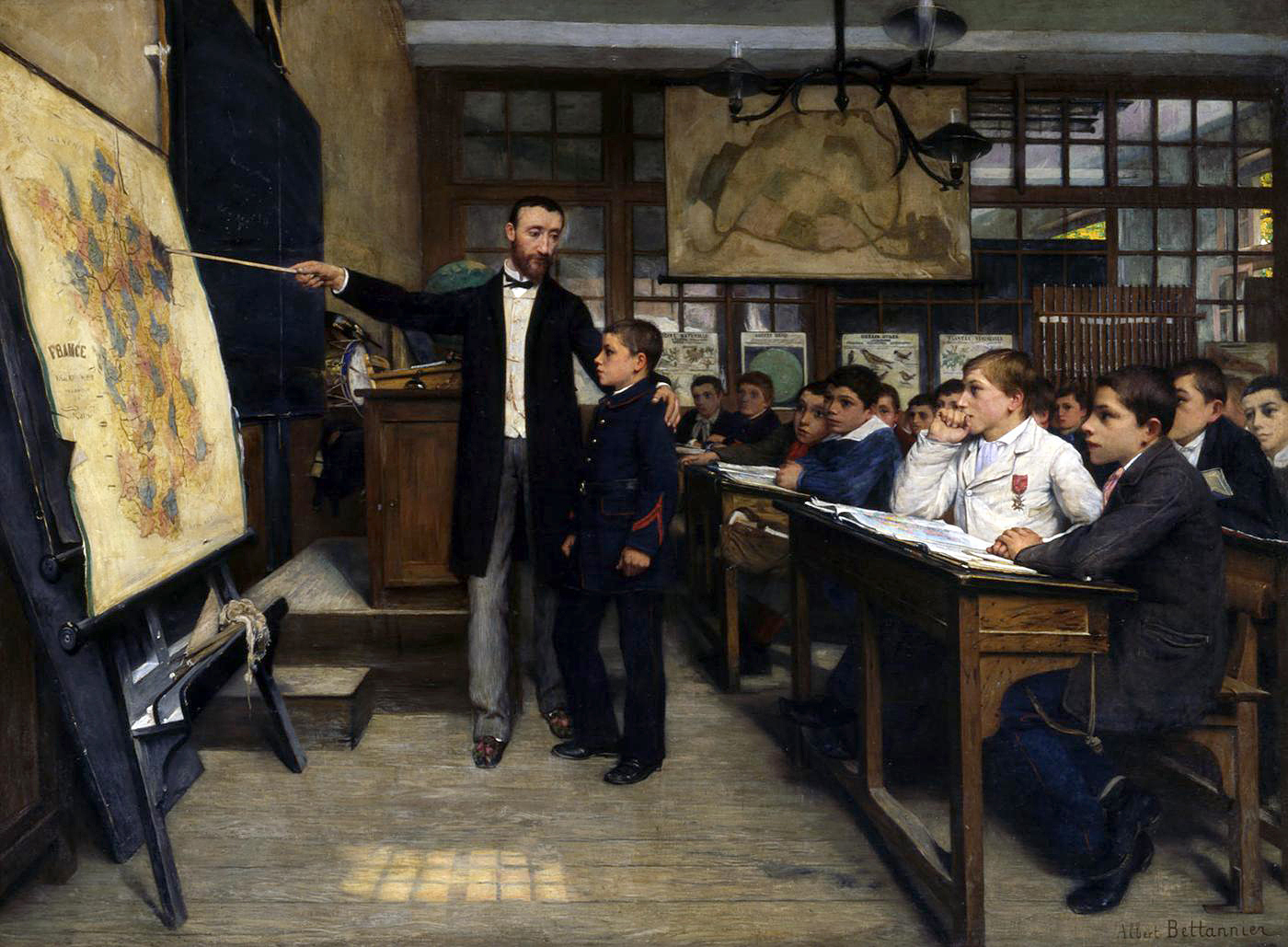
La Tache Noire de Albert Bettannier, pintada en 1887 que representa a estudiantes franceses a los que se les enseña sobre las provincias perdidas de Alsacia-Lorena, tomadas por Alemania en 1871.

Revanchismo (del francés, revanche pronunciado /ʁəvɑ̃ʃ(ə)/, "venganza" o "revancha") es un término usado desde los años 1870 para describir una manifestación política de la voluntad de invertir unas pérdidas territoriales sufridas por un país o región, a menudo después de guerra, y que se aplica especialmente al sentimiento francés ante la pérdida de Alsacia y Lorena tras la derrota sufrida ante Alemania en la guerra franco-prusiana en 1871; pero también al espíritu revanchista alemán tras las cláusulas del Tratado de Versalles, y que desembocarían en el nazismo y la Segunda Guerra Mundial.

## Características
El revanchismo traza su fuerza y pensamiento patriótico retribucionista y a menudo es motivado por factores económicos o geopolíticos. Los ideólogos revanchistas extremos a menudo representan una postura de línea dura, sugiriendo que los objetivos deseados puedan ser reclamados en el resultado positivo de otra guerra.
El revanchismo está unido con el irredentismo, la concepción que una parte de la nación cultural y étnica permanece "incumplida" fuera de las fronteras de su estado-nación apropiado. La política revanchista a menudo confía en la identificación de una nación con un estado-nación, a menudo movilizando sentimientos profundamente arraigados del nacionalismo étnico, reclamando territorios fuera del estado donde habitan miembros del grupo étnico propio, usando el nacionalismo extremo para movilizar el apoyo a estos objetivos. Las justificaciones revanchistas a menudo son presentadas como basadas en la ocupación antigua, o hasta autóctona de un territorio, conocido por el término alemán Urrecht, que significa una reclamación nacional del territorio que ha sido habitado desde "tiempo inmemorial", una aseveración que siempre está inextricablemente implicada en el revanchismo e irredentismo, justificándolos en los ojos de sus defensores.

## Revanchismo en Francia

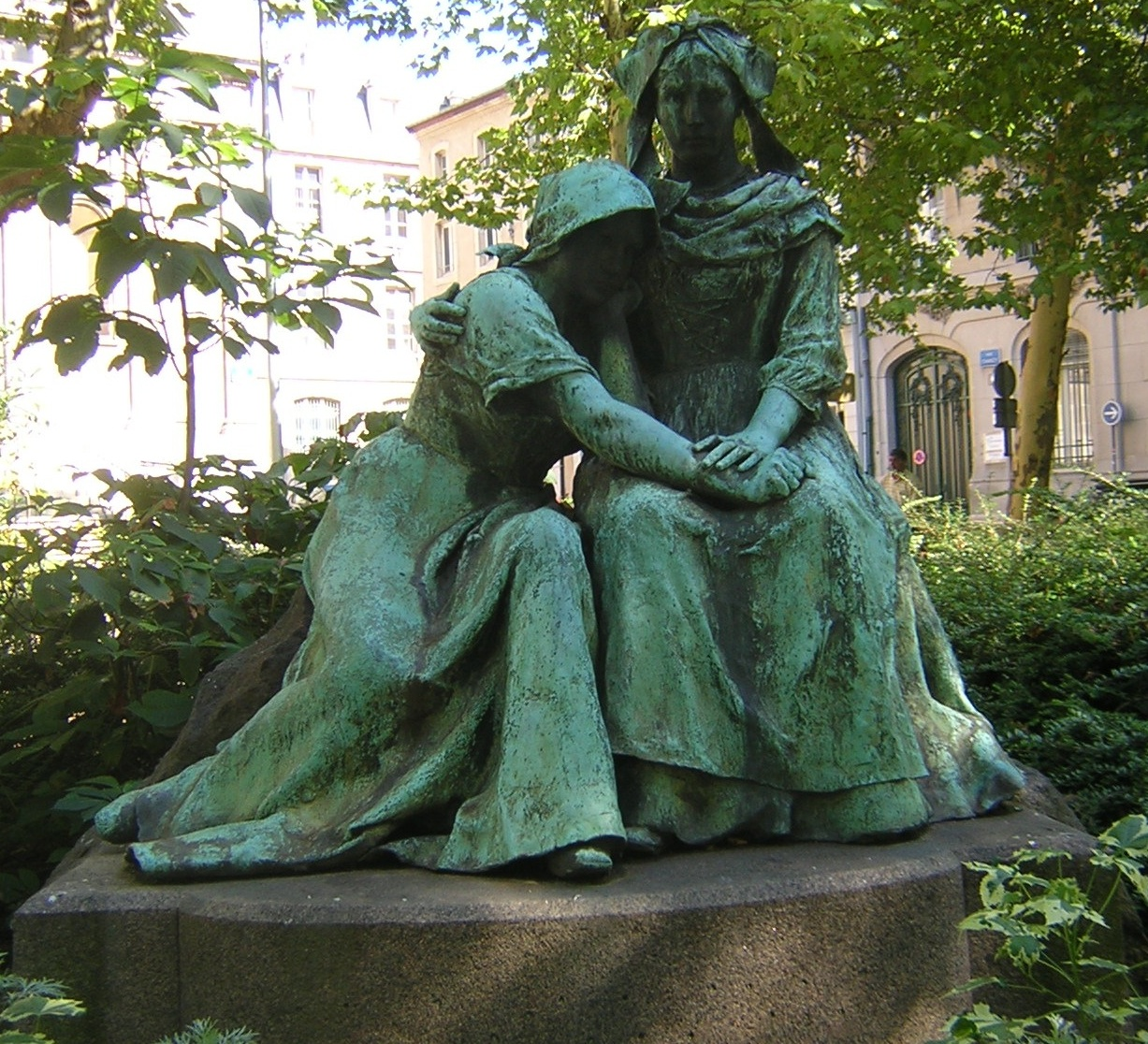
La Lorena llorando en brazos de Alsacia, estatua en Nancy.

Las motivaciones de agresión territorial y agresión contraria son tan viejas como sociedades tribales, pero en el caso del revanchismo francés éstas de concretaron en el deseo de la Tercera República francesa de recobrar la Alsacia-Lorena tras la humillante derrota en la guerra franco-prusiana de 1871 y el consiguiente Tratado de Fráncfort del mismo año. Por ejemplo, Georges Clemenceau, del Partido Socialista Francés, se opuso a la participación en la repartición de África y en otras aventuras que distrajesen a la República de sus objetivos relacionados "con la línea azul de los Vosgos" (Alsacia-Lorena). Esta tradición ultra-nacionalista influyó en la política francesa hasta 1921 y fue uno de los motivos principales de que Francia tuviese gran insistencia en lograr una alianza con el Imperio ruso, lo que creó la Alianza franco-rusa de 1894, seguido de una serie de acuerdos con otros países, culminados con la creación de la Triple Entente, que incluyó los tres países que serían el núcleo central de los Aliados en la Primera Guerra Mundial: Francia, Reino Unido y Rusia, frente a la alianza organizada por el Imperio alemán, las Potencias Centrales.

## Revanchismo alemán

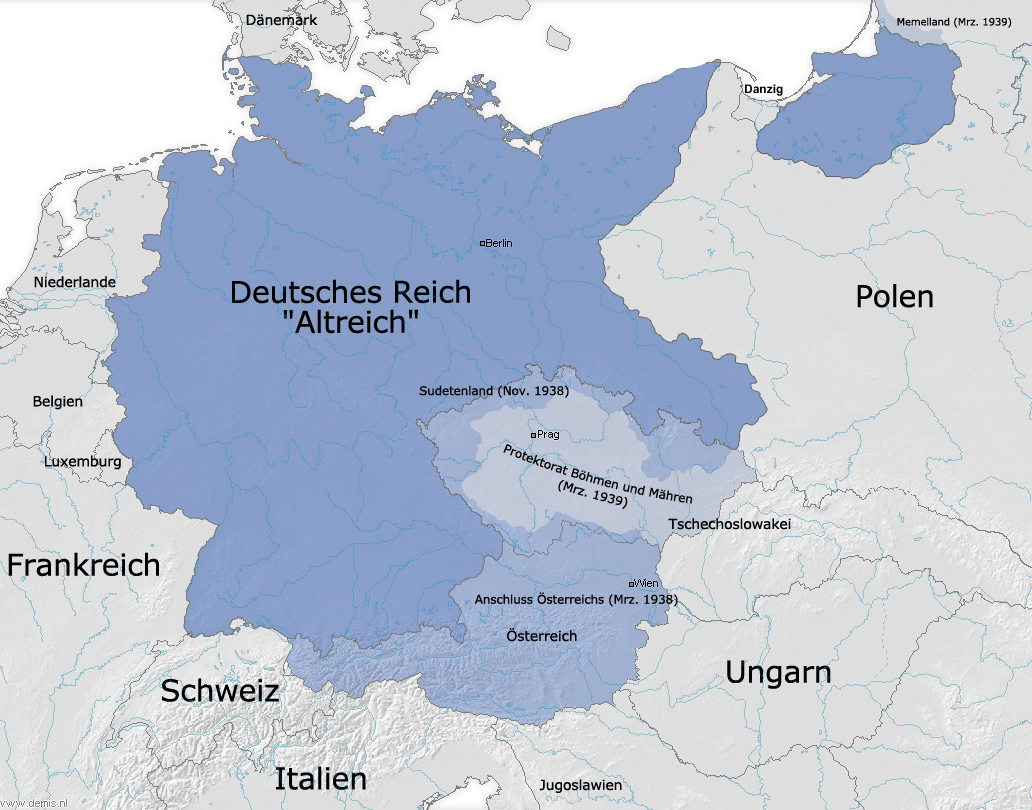
Extensión del Tercer Reich antes del inicio de la Segunda Guerra Mundial. El territorio estaba compuesto por el territorio alemán (o Altreich) y los territorios anexados de los Sudetes y Austria, en azul claro.

### Schleswig-Holstein
Hay otros ejemplos históricos, pasados y presentes, que están relacionados con el revanchismo. Los sentimientos revanchistas fueron por ejemplo la causa de dos guerras en el siglo XIX entre el Reino de Prusia y Dinamarca por los ducados de Schleswig y Holstein (la primera guerra de Schleswig en 1848-1851 y la Segunda guerra de Schleswig o Guerra de los Ducados en 1864).

### Primera Guerra Mundial
Sin embargo, otro movimiento revanchista notable fue el que apareció en Alemania después de la Primera Guerra Mundial. Los pangermanistas dentro de la República de Weimar pidieron la recuperación de territorios que creían que eran la propiedad "legítima" del Estado alemán debido cambios de fronteras como consecuencia de la guerra o que poseían una debido a la tierra en presunta relación histórica con los pueblos germánicos. Tal sentimiento, conocido como irredentismo, pidió la incorporación de Alsacia-Lorena, el Corredor polaco y el Sudetenland (los Sudetes, véase Bohemia, Moravia y Silesia). Esta también había sido una característica del movimiento Völkisch en general y de la Alldeutsche Verband (Liga Pangermánica), que había sido un factor de motivación impulsor de la unificación alemana en 1871.

## Revanchismo húngaro
Sentimientos similares prevalecieron en la Hungría posterior a la Primera Guerra Mundial, que pidió una revisión de las fronteras establecidas por el Tratado de Trianón, sobre todo en cuanto a exigir la Transilvania, cedida a Rumania, así como el sur de Eslovaquia, que tenía mayoría de población húngara.

## Otros revanchismos
La política revanchista moderna a menudo se centra alrededor de ciertas áreas en que ha habido conflictos territoriales sobre las que se reclama la propiedad, como en el caso de la Rutenia subcarpática o el conflicto árabe-israelí.
Como parte de los debates sobre la política de inmigración que se suceden en los Estados Unidos, los grupos de contrarios a la inmigración han levantado el espectro de una "reconquista" del sudoeste de Estados Unidos por mexicanos y estadounidenses de origen mexicano. La mayor parte del sudoeste de Estados Unidos fue parte del virreinato de Nueva España durante casi tres siglos y posteriormente de México, antes de ser anexionado por los Estados Unidos por medio del Tratado de Guadalupe Hidalgo de 1848. Nunca hubo un movimiento significativo entre mexicanos o estadounidenses-mexicanos para lograr devolver las tierras conquistadas a México, aunque los grupos de contrarios a la inmigración hayan sostenido que hay una difuminación de las fronteras entre estos dos países debido a la inmigración masiva y a los sentimientos separatistas, que según se afirma son mantenidos por los nuevos inmigrantes. Las declaraciones hechas por el Consejo Nacional de La Raza sobre "restablecer" el reino mítico de Aztlán han ayudado a reabrir el debate sobre inmigración haciéndolo más tenso todavía. Neil Smith perfila la teoría contemporánea del revanchismo en el contexto de la regeneración urbana en su libro La Nueva Frontera Urbana: La Gentrificación y la Ciudad Revanchista (1996).